# Oruchuban Ebichu
Oruchuban Ebichu (おるちゅばんエビちゅ, lit. Ebichu té cura de la casa) és una sèrie manga creada per Risa Elō que va ser publicada per Futabasha Editors. Més tard va passar a ser un anime produït per Gainax, però animat pel Group TAC. Va ser emès per primera vegada com a 6 episodis de 8 minuts el 1999 com un terç del programa Modern Loves's Silliness. Ebichu, essent adult per naturalesa per la seva comèdia, violència, insinuacions, i escenes de coit, feia que només pogués ser emès a DirecTV Japó. La versió no censurada de la sèrie només es troba en DVD. L'obra té un estil d'art simplista, i el seu contingut sexual té més un component més còmic que no pas de tipus fanservice (eròtic).

## Trama
La història se centra en Ebichu, una hàmster parlant plenament dedicada a la seva, sovint indiferent, propietària, a la qual s'hi refereix com a Goshujin-chama («ama» o «mestressa»), una oficinista de 28 anys soltera (a l'anime té 25 anys), que acostuma a fer comentaris cínics i a picar al pobre rosegador. Els maltractaments a Ebichu gairebé sempre es produeixen arran de la manca de tacte o propietat de l'animaló quan avergonyeix a la seva mestressa davant d'altres persones. Ebichu tendeix a agafar-s'ho amb calma amb inacabables elogis i compliments cap a la seva mestressa. Sovint també intenta per corregir les seves males decisions dolentes, com ara la seva manca de crítica cap al seu xicot Kaishounachi (home miserable).

## Personatges
Ebichu (エビちゅ) Veu: Kotono Mitsuishi (三石琴乃):
Una hàmster que té cura de la casa de la seva propietària. Sovint no té tacte i l'avergonyeix, essent castigada com a resultat. Durant la nit, adopta el seu alter-ego secret d'Ebichuman, que recorre la ciutat donant consells sexuals. A Ebichu li agrada formatge camembert i gelat de pansa amb rom.
Oficinista (ご主人ちゃま, Goshujin-chama) Veu: Michie Tomizawa (富沢美智恵): 
La propietària d'Ebichu, que fuma, beu i es desdiu per casar-se. Pica constantment a Ebichu.
Kaishounachi (かいしょなち, lit. Home miserable) Veu: Tomokazu Seki (関智一):
El xicot de l'oficinista, a qui li és infidel constantment, però que tot seguit el perdona. S'excita i desexcita sexualment molt fàcilment.
Maa-kun (マァくん) Veu: Mitsuo Iwata (岩田光央):
Un home de parlar suau que desenvolupa una atracció sexual cap a Ebichu. Prova que la seva xicota participi del seu fetitxisme.
Watanabe-san (渡辺さん) o Hanabataki-san (花畑さん) () Veu: Kae Araki (荒木 香恵):
Un amiga de Goshujin-chama i una bona mestressa de casa. Es veu envoltada de flors, fet que Ebichu sempre comenta però que els altres intenten ignorar.
Mare de l'Oficinista(ご主人ちゃま母親),
Mare de Goshujin-chama. Es preocupa per la seva filla.
Kobayashi-San (小林さん) i Lady Kobayashi (小林婦人)
Parella que s'acaba de casar. S'han mogut al costat de Goshujin-chama i Ebichu en el bloc d'apartaments on viuen.

### Altres personatges
Personatges que no apareixen ni a les versions televisives ni animades.
Dobuyosi Kun (どぶ吉くん)
Un ratolí i amic d'Ebichu. És gelós d'ella per la seva popularitat.
Tanukio (タヌキオ)
Un os rentador al qui se li encongeixen els testicles quan menteix.

## Desenvolupament
L'origen de l'anime es remunta a les sessions d'enregistrament de veu per a Neó Genesis Evangelion. Kotono Mitsuishi, la veu pel personatge Misato Katsuragi llegia el manga Ebichu entre sessions i es reia del seu l'humor. Va mostrar als altres que ho llegissin i finalment va decidir-se que valia la pena que la sèrie s'animés. Com a resultat, va ser seleccionada com a veu del personatge del hàmster Ebichu. També, dins de Neó Genesis Evangelion, Misato bebia llaunes de marca de cervesa Ebisu. Dins d'un episodi, encara que les llaunes de cervesa tenien l'etiqueta «Ebichu Ichiban» amb una fotografia petita d'un hàmster amb una orella blanca i una orella marró (com Ebichu), tot i que els colors de les seves orelles eren al revés (a Ebichu, l'orella marró és l'esquerra i la blanca la dreta).
Ebichu a vegades es refereix com al complet oposat de Hamtaro, un popular anime infantil on un hàmster és protagonista d'episodis d'aventures.
El tema d'obertura de la sèrie és ""Nande Kana" (なんでかな, "Preguntant-se")" interpretat per Kotono Mitsuishi. El tema de tancament, compartit amb altres retransmissions del bloc de Modern Love's Silliness és ""Kumokumo Gake ni Konma Takeyafu" (くもくもがけにこんまたけやふ)" per Minami Karasuyama 6th Street Production.